# Brčići (Tinjan)
Pour les articles homonymes, voir Brčići.
Brčići (en italien : Bercici) est une localité de Croatie située en Istrie, dans la municipalité de Tinjan, dans le comitat d'Istrie. En 2001, la localité comptait 104 habitants.

## Démographie
| 1948 | 1953 | 1961 | 1971 | 1981 | 1991 | 2001 |
| ---- | ---- | ---- | ---- | ---- | ---- | ---- |
| 270  | 268  | 178  | 143  | 127  | 122  | 104  |